# Funaria riparia
Funaria riparia là một loài Rêu trong họ Funariaceae. Loài này được Lindb. mô tả khoa học đầu tiên năm 1870.